# Barbika (ime)
Barbika je žensko osebno ime.

## Izvor imena
Ime Barbika je različica ženskega osebnega imena Barbara.

## Pogostost imena
Po podatkih Statističnega urada Republike Slovenije je bilo na dan 31. decembra 2007 v Sloveniji število ženskih oseb z imenom Barbika: 34.

## Osebni praznik
Osebe z imenom Barbika lahko godujejo skupaj z Barbaro 4. decembra.